# 张辉瓒
張輝瓚（1884年—1931年1月28日），字石侯，湖南省长沙人，中华民国国民政府、国民革命军陸軍将领，在國共戰爭中兵敗被俘，遭公審斬首。

## 生平
张辉瓒早年于湖南兵目学堂毕业，後考入湖南講武堂，在1908年考取公費留学赴日本陸軍士官學校就讀，辛亥革命后回国，在民國元年（1912）任職湖南都督府参谋，後轉任北洋陸軍軍需學校擔任總隊長兼教官，在北京就職期間曾赴德國進行短暫進修，在民國三年（1916）歸國。
當時張輝瓚的立場處於反袁世凱，因此遭到北京政府通緝，因此棄職潛逃回湖南省投入護國戰爭，組織軍隊反袁。反袁戰爭勝利後，張輝瓚繼續留在湖南省，獲得谭延闿的賞識繼續在省軍服務，並在民國九年（1920）投入對抗親北京國民政府的張敬堯部隊。驅張戰役勝利後，谭延闿在民國九年（1920）任命張輝瓚為湖南省第四守備區（湘潭）指揮官，在民國十年（1921）該區部隊更名為湖南陸軍第4混成旅，張輝瓚續任該旅旅長、兼湖南省警務處長。民國二十二年（1923）在湖南省的譚趙內鬥中跟隨鬥爭失敗的譚廷闓南下廣東，投靠孫中山。並兼任湘軍總司令部參謀長。
在廣州國民政府時，因湘軍進行改編，其職務也改任為国民革命军第二军第4师师长，該師後投入國民革命軍北伐。後因第二軍的政治立場偏向武漢國民政府，因此張輝瓚也將部隊調往湖南，在四一二事件發生後，張輝瓚將部隊投入在湖南省清黨之任務。此後張輝瓚升任第二軍副軍長兼湖南省政府委員。北伐戰爭勝利後，第二軍縮編支解，張輝瓚改任國民革命軍第18師中將副師長，后因鲁案之故，鲁涤平在湖南省的權力被其同省政治對手何鍵奪走，18師無法繼續住防湖南，張也隨著鲁涤平调防江西。

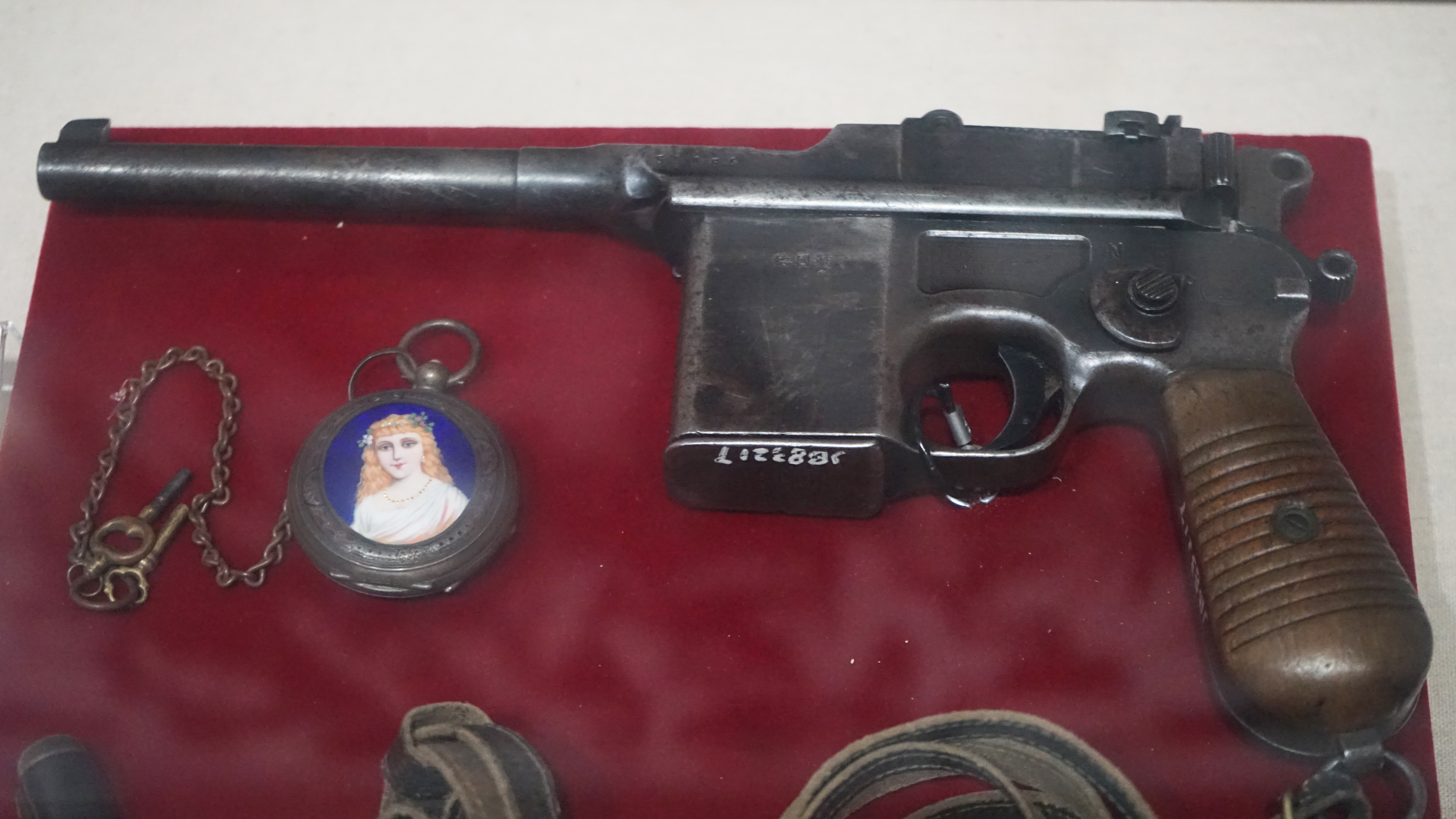
红军在龙冈战斗中缴获的国军第18师师长张辉瓒的驳壳枪、怀表

1930年底，18師投入在江西省的第一次江西剿共戰爭，由於師長鲁涤平升任第九路軍司令官，因此18師師長由張輝瓚升任，該役張輝瓚被任命為第九路軍第一縱隊司令兼第18師師長，同時兼江西省南昌衛戌司令、永豐剿匪清鄉委員會主任。12月30日，其指揮的18師在龙冈战斗中遭到红军主力围攻，包括師本部、52、53旅遭到擊潰，張輝瓚與53旅旅長王捷俊遭俘虜。后经蒋介石、鲁涤平等人多方营救未果，于1931年1月28日在吉安县东固召开的反“围剿”胜利祝捷大会上被公审后，当场遭到斬首。
被处决后，张的头被装进一只竹笼，顺赣江抛之。2月2日在吉安的神岗山附近国軍官兵发现这只竹笼并打捞上来。按照蒋介石命令，厚葬于其故乡长沙岳麓山。其陵墓在「文化大革命」中被毁，2008年5月由長沙市政府重新修繕並立碑以銘。

## 轶事
张辉瓒与毛泽东是同乡旧友，曾在湖南一起参加驱张运动。据说毛泽东曾说不杀张辉瓒，但是最终他还是让何长工押送张辉瓒参加公审大会，后又因会场失控，群众杀死了张辉瓒。张辉瓒被杀后，國民政府進行报复行動，将南昌下沙窝监狱囚禁的100多名共产党政治犯，用电击昏装进麻袋丢进了赣江。还动用大量军警在南昌、上海、武汉、全国各地搜捕共产党。

## 张辉瓒墓

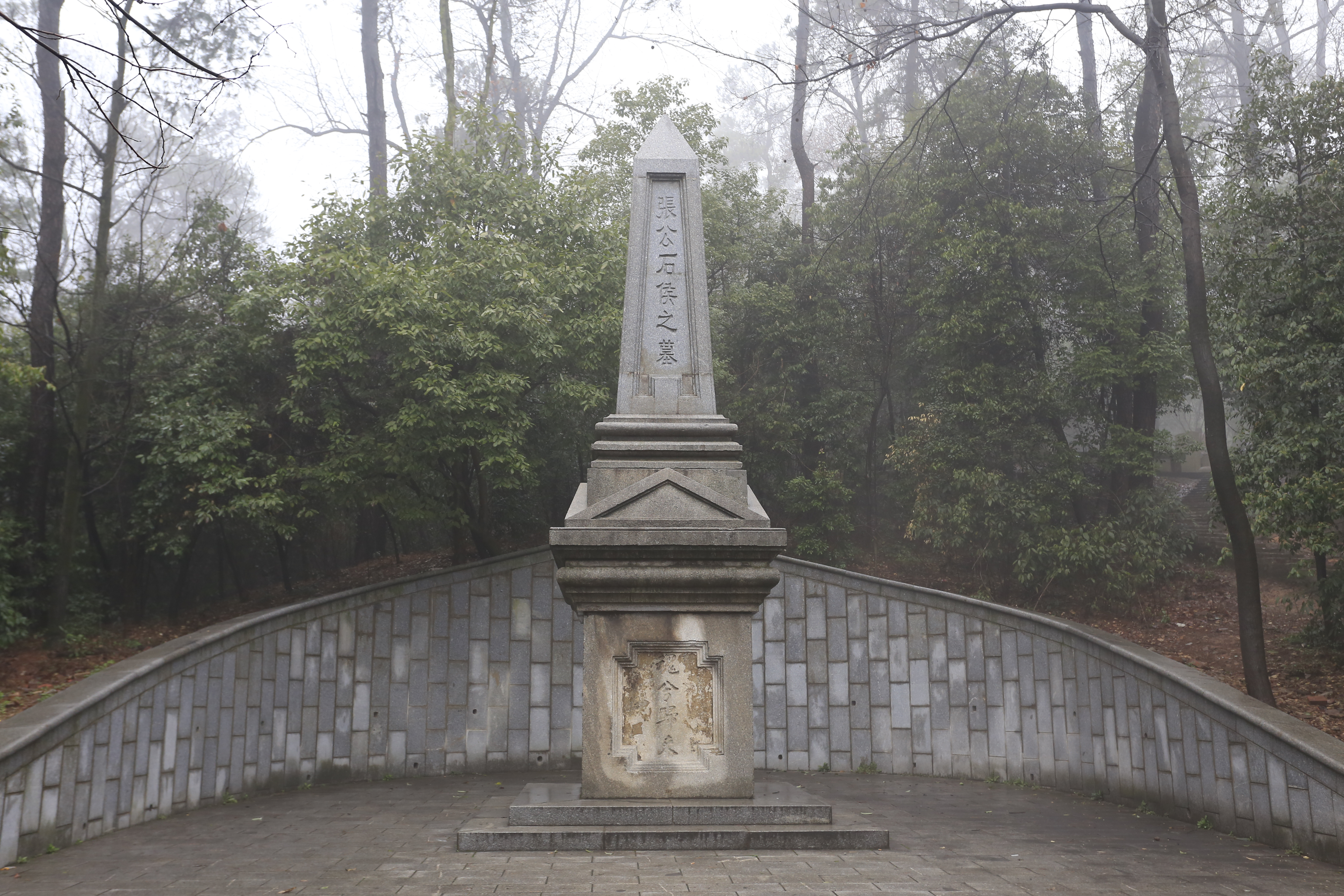
張輝瓚墓

张辉瓒墓规模宏大，曾于文革被毁，后部分恢复，今系长沙市文物保护单位。